# Friedrich Fangohr
Friedrich Fangohr (född 12 augusti 1899 i Hannover, död 17 april 1956 i München) var en tysk militär. Fangohr befordrades till generalmajor i februari 1943 och till general i infanteriet i mars 1945. Han erhöll Riddarkorset av järnkorset i juni 1944.

## Befäl
- operationschef 13. Division oktober 1937 – februari 1940
- operationschef LVI. Armeekorps februari 1940 – februari 1941
- stabschef LVII. Panzerkorps februari 1941 – juli 1942
- stabschef 4. Panzerarmee juli 1942 – juni 1944
- 122. Infanterie-Division augusti 1944 - februari 1945
- I. Armeekorps februari – april 1945

Fangohr var i krigsfångenskap maj 1945 – mars 1948.